# III (álbum de Tony Hernando)
III es el tercer álbum del guitarrista salmantino Tony Hernando, publicado en 2004. Cabe destacar que a la batería se encuentra Mike Terrana.

## Temas
- 01 Into The Black (03:55)
- 02 True than Ever (03:18)
- 03 Duelling Waters (05:40)
- 04 Sacred Ground (01:25)
- 05 Now (05:23)
- 06 Souls Of The World Pt. I (02:53)
- 07 Souls Of The World Pt. II (03:48)
- 08 Sci-Fi To Reality (05:21)
- 09 Men And Machines (09:32)
- 10 Out of the Sun (03:12)
- 11 Embrujio (02:23)

## Formación
- Tony Hernando - Guitarra
- Mike Terrana - Batería
- Álvaro Tenorio - Bajo
- Victor Diez - Teclados

Significa todo cambio indeseable en las características del aire, agua o suelo, que afecta negativamente a todos los seres vivientes del planeta. estos cambios se generan principalmente por acción del ser humano.
- Datos: Q5906820